# Salud Ochoa Sánchez
Salud Ochoa Sánchez (14 de septiembre en Chihuahua, México) es una periodista y escritora mexicana. Ha escrito diversos libros de poesía, cuento y novela.

## Estudios
Su primera profesión fue enfermería. Estudio en la Escuela de Enfermería y Técnicas de la Salud incorporada a la Universidad Autónoma de Chihuahua UACH. Atendiendo a la inquietud por escribir se dio la oportunidad de enfocar su vocación hacia las humanidades y decidió estudiar licenciatura en Filosofía, por la Facultad de Filosofía y Letras de la UACH. Para continuar su formación cursó una maestría en Periodismo en la Facultad de Filosofía y Letras de la UACH.

## Obras
Su obra poética y narrativa ha sido publicada en materiales impresos y en varias revistas digitales. Algunos títulos de su autoría incluyen: “Entre las Sombras”, “Los ojos de la Luna”, “Lágrimas de Barro”, “Flores de un Paraíso Perdido”, "El Canto de las Brujas”, “Valkiria”, y “Alas Robadas”. El trabajo de la escritora  se ha presentado en diferentes estados de México y en varios países de Latinoamérica y Europa. En 2018 fue incluida en el catálogo “Historia Secreta del Cuento Mexicano” junto a cuentistas de los últimos 100 años.

## Premios
- Ha sido nominada en tres ocasiones al premio estatal de Periodismo José Vasconcelos. Obtuvo el premio en la edición número 21 de la categoría crónica, con “Llegar o morir”, donde narra los problemas que enfrenta un joven de Jamaica indocumentado, arriesgando su vida para llegar a los Estados Unidos.[12][13]
- Ganó el premio Espiga de Oro en Perú 2018 por uno de los textos plasmados en su libro "Sobreviviente".[14][15]